# 플로샤디 알렉산드라 넵스코고 II역
플로샤디 알렉산드라 넵스코고 II 역(러시아어: Площадь Александра Невского II)은 러시아 상트페테르부르크 시에 있는 상트페테르부르크 지하철 프라보베레즈나야 선의 역이다. 1985년 12월 30일에 개통되었다.

## 환승
플로샤디 알렉산드라 넵스코고 II 역에서는 넵스코 바실레오스트롭스카야 선의 플로샤디 알렉산드라 넵스코고 I 역으로 환승이 가능하다.